# Outlaw (film, 2007)
Pour les articles homonymes, voir Outlaw.
Pour plus de détails, voir Fiche technique et Distribution.
Outlaw est un film britannique sorti en 2007, réalisé par Nick Love.

## Fiche technique
- Titre original : Outlaw
- Réalisation : Nick Love
- Scénario : Nick Love
- Production : Allan Niblo, James Richardson
- Budget : 2 500 000 £
- Directeur de la photographie : Sam McCurdy
- Décors : Marcus Wookey
- Décorateur de plateau : Sophia Chowdhury
- Costumes : Andrew Cox
- Montage : Stuart Gazzard
- Musique : David Julyan
- Lieux de tournage :
- Bream, Forest of Dean, Gloucestershire, Angleterre
- Cardiff, South Glamorgan, Wales
- Cheltenham, Gloucestershire, Angleterre
- Coleford, Forest of Dean, Gloucestershire, Angleterre
- Gloucester, Gloucestershire, Angleterre
- Londres, Angleterre
- Lydney, Gloucestershire, Angleterre
- RAF Lyneham, Wiltshire, Angleterre
- Format image/son : Couleurs - 35 mm - 2.35:1 // Dolby Digital
- Durée : 103 minutes
- Genre : Action, drame, thriller et vigilante movie
- Dates de sorties : UK : 9 mars 2007

## Distribution
- Sean Bean (VF : Emmanuel Jacomy) : Danny Bryant
- Danny Dyer (VF : Olivier Cordina) : Gene Dekker
- Lennie James (VF : Jean-Paul Pitolin): Cedric Munroe
- Bob Hoskins (V. F. : Gérard Boucaron et VQ : Vincent Davy) : Walter Lewis
- Rupert Friend : Sandy Mardell
- Dave Legeno (VF : Serge Biavan) : Ian Furlong
- Sally Bretton : Kelly
- Sean Harris (V. F. : Damien Boisseau) : Simon Hillier
- Paul McNeilly (V. F. : Daniel Lafourcade) : le patron de Dekker
- Emily Maitlis (V. F. : Christine Delaroche) : elle-même
- Andy Parfitt (V. F. : Bernard Alane) :
- Igor Breakenback : Frank
- Gregory Itzin : un tirer de la police
- George Anton (V. F. : Daniel Beretta) : le chef de la police
- Mike Burnside (V. F. : William Sabatier) : le père de cérémonie

## Version française
- Société de doublage : NDE Production
- Direction artistique : Antony Delclève
- Adaptation des dialogues : Frédéric Alameunière
- Enregistrement et mixage :